# Shooter (låt)
Shooter är den tredje singeln från Lil Wayne's femte studioalbum Tha Carter 2, och finns även med på Robin Thicke's album The Evolution of Robin Thicke. Låten släpptes som singel den 4 september 2006.
Den samplar låten "Mass Appeal" av Gang Starr, och är en ny version av Robin Thicke's låt "Oh Shooter" från hans album A Beautiful World.
Låten finns med i filmen Rambo från 2008.

## Listplaceringar
| Chart (2006)                        | Peak Position |
| ----------------------------------- | ------------- |
| USA Billboard Hot R&B/Hip-Hop Songs | 97            |